# Lais Ribeiro
Lais Ribeiro (Teresina, Piauí; 5 de octubre de 1989) es una modelo brasileña conocida por ser uno de los ángeles de Victoria's Secret desde el año 2015.

## Primeros años
Hija de una profesora de portugués y de un funcionario público, nació y creció en una ciudad ubicada al noreste de Brasil. Al terminar sus estudios secundarios, comenzó a estudiar enfermería y fue en el año 2009 cuando se le presentó la oportunidad de participar en un concurso de belleza realizado por la agencia JOY Management Brasil. Un año después de dar a luz a su hijo, comenzó a trabajar como modelo ocasional en Brasil.

## Carrera

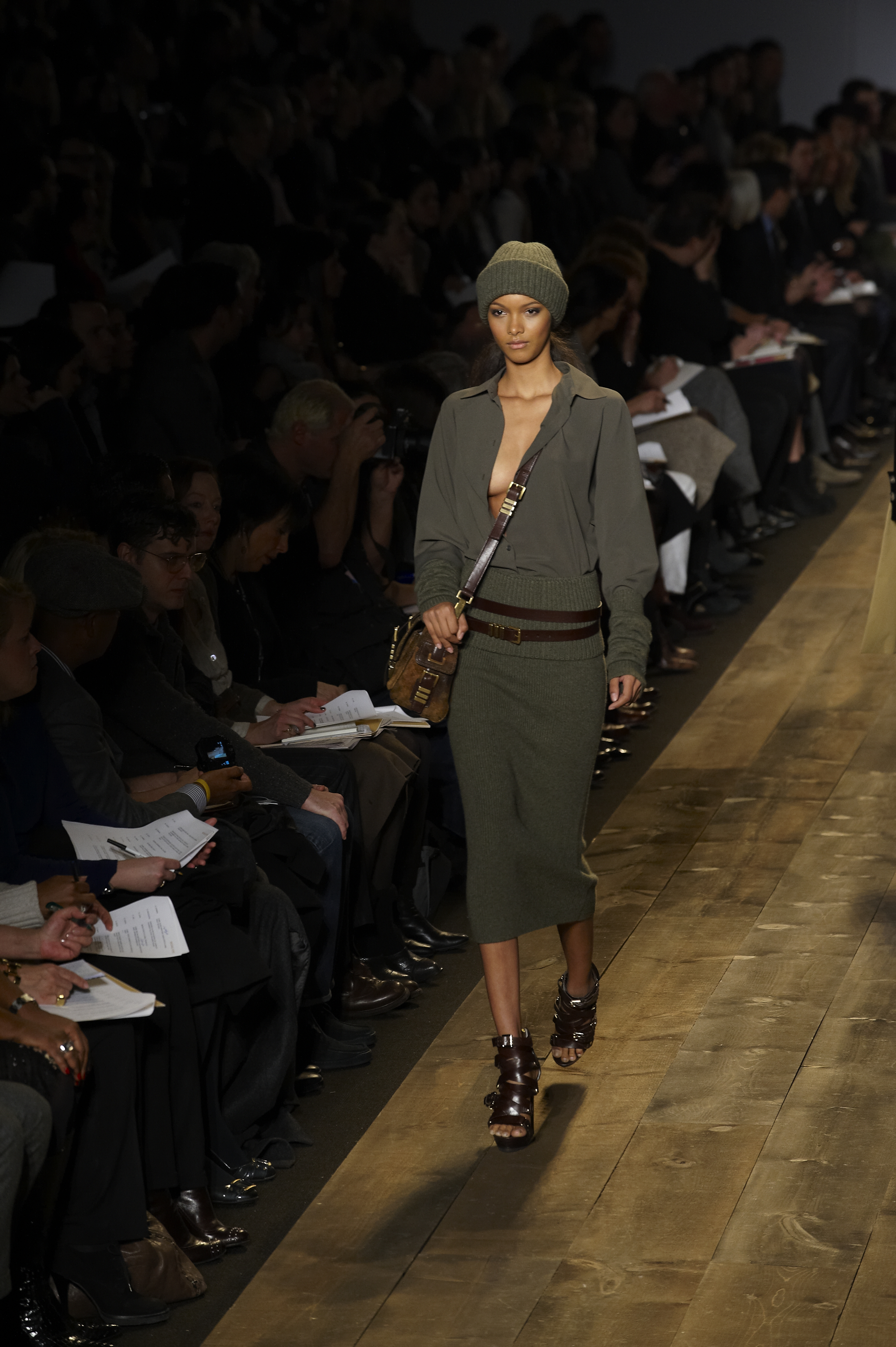
Lais Ribeiro desfilando en 2010.

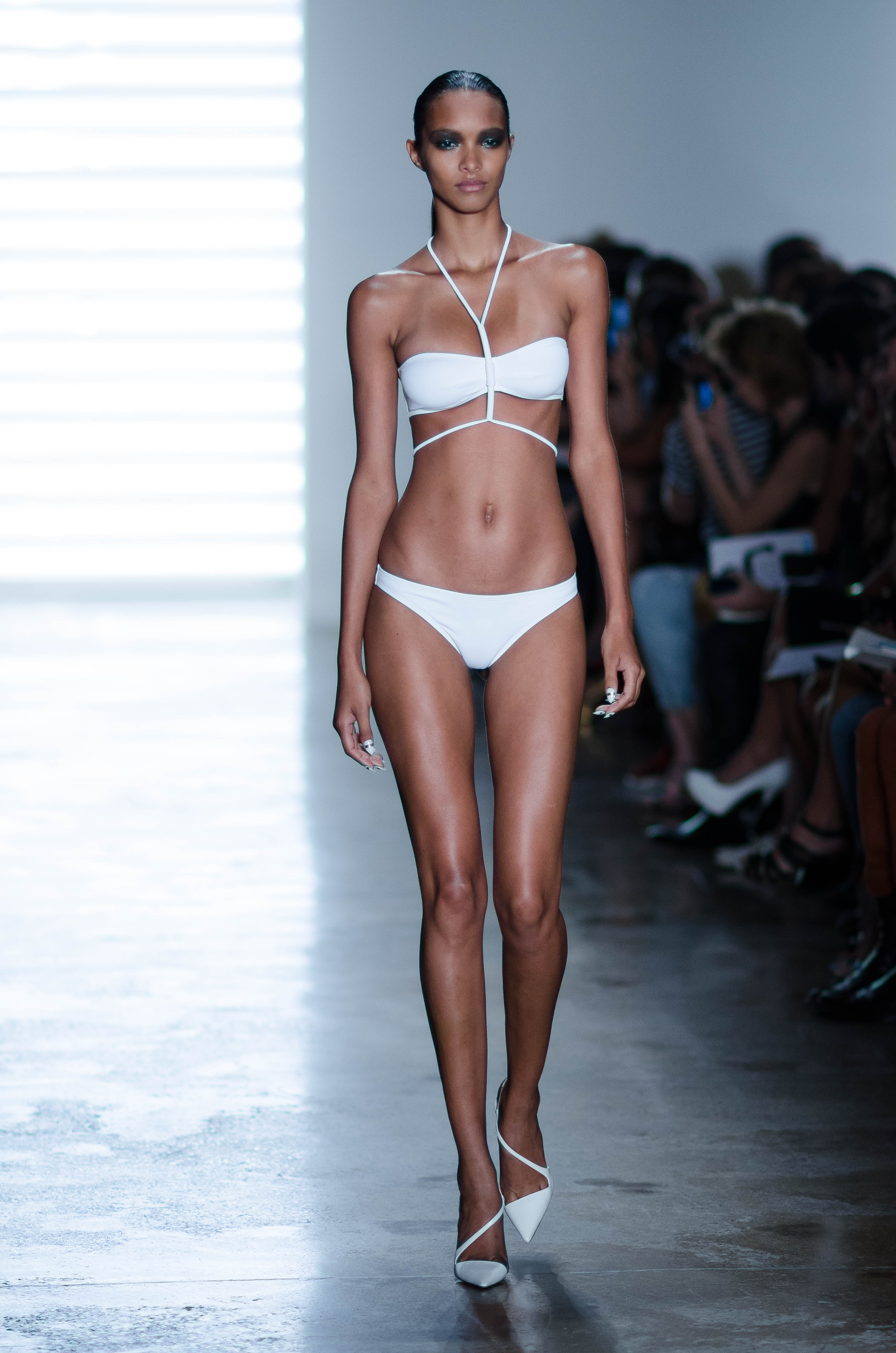
Lais Ribeiro desfilando en 2013.

Su primer desfile lo realizó en 2010 durante la semana de la moda de Nueva York para Rag and Bone's y en la semana de la moda de Milán para Roberto Cavalli, Gucci, Dolce & Gabbana y Versace. En 2011, con tan solo veintiún años de edad se convirtió en la modelo con el mayor récord de desfiles de moda de su generación, con 27 desfiles en Sao Paulo Fashion Week y 26 en el Fashion Río. Desde entonces, su carrera no ha hecho más que destacar tanto en Brasil como en el exterior. Para 2014, Ribeiro realizó una aparición en un episodio de la serie New Girl. y 26 eventos durante la Rio Fashion Week.[cita requerida]
Ribeiro ha desfilado para los principales diseñadores de moda del mundo, como Gucci, Christian Dior, Hermés, John Galliano, Versace, Marc Jacobs, Givenchy, Dolce & Gabbana, Ralph Lauren, Emilio Pucci, Balmain, Oscar de la Renta, Donna Karan, Carolina Herrera, Jean Paul Gaultier y Kenzo, entre muchos otros. Además, ha participado para campañas y ha sido imagen de prestigiosas marcas como Tom Ford, Ralph Lauren, Michael Kors, GAP, Nine West, DKNY, J. Crew, American Eagle, Agilitá, Lenny Niemeyer, Patrícia Bonaldi, Lilly Sarti e Blanco. Entre sus trabajos se han destacado sus portadas para el Sports Illustrated Swimsuit.
En 2018, formó parte del selecto grupo de modelos consideradas como las más hermosas del mundo por la revista Maxim. También realiza campañas para la línea de trajes de baño brasileña Cia Maritima Beachwear.
Actualmente ocupa el puesto #31 de las Modelos más Sexys de la plataforma Models.com.

### Victoria's Secret
Ribeiro apareció por primera vez en las pasarelas de Victoria's Secret en el año 2010. 
En el año 2012, Lais sufrió un accidente al caer y torcerse el tobillo durante los ensayos del desfile, por tal motivo se ausentó dicho año; uno de los trajes que Lais debiese haber utilizado, fue portado por la también ángel Behati Prinsloo. Al año siguiente, la compañía le otorgó la oportunidad de abrir el segmento Birds of Paradise.
En el año 2015, Ribeiro desfiló por primera vez como uno de los ángeles oficiales de la marca. En 2017, la marca la eligió para lucir el Champagne Nights Fantasy Bra durante el Victoria's Secret Fashion Show, el sujetador avalado en 2 millones de dólares fue diseñado por la prestigiosa joyería Mouawad y decorado con diamantes, záfiros amarillos y topacios azules, incrustado todo en una base de oro de 18 quilates.
Ribeiro ha participado en diversas campañas y comerciales de la marca. De la nueva generación de ángeles, Lais es quien lleva más años trabajando con la marca, seguida por Elsa Hosk y Jasmine Tookes. Participó en "The Perfect Body", campaña que más tarde fue cambiada a "A Body For Everybody"
Lais ha participado en ocho desfiles, en los cuales ha abierto dos segmentos y ha cerrado otros dos y ha lucido el Fantasy Bra en una ocasión.

## Vida personal
Lais tiene un hijo, Alexandre, nacido el 17 de mayo de 2008, al que tuvo con 17 años. 
En 2014, comenzó una relación con el jugador de baloncesto Jared Homan, con el que terminó en 2018.
En julio de 2018 comenzó una relación con Joakim Noah. Se comprometieron en septiembre de 2019. Se casaron el 13 de julio de 2022 en Troncoso, Brasil. Su hijo en común nació en 2024.